# Mon Repos
Mon Repos (grekiska: Μον Ρεπόär) är ett slott på ön Korfu i Grekland. Det ligger i en skog söder om staden Korfu och används sedan år 2001 som arkeologiskt museum.
Mon Repos byggdes i nyklassisk stil mellan 1828 och 1831 som sommarresidens åt den brittiska High Commissioner för de Joniska öarnas förenta stater Sir Frederick Adam och hans hustru. De lämnade villan redan 1832 då Adam fick ett uppdrag i Indien och året efter startades en konstskola i villan. Parken öppnades för allmänheten 1834. 
År 1863 bodde kejsarinnan Elisabeth av Österrike-Ungern i villan. Hon blev förtjust i Korfu och byggde senare palatset 
Achilleion på ön.
När Korfu blev en del av Kungariket Grekland år 1864 skänktes villan till kung Georg I som sommarresidens under namnet Mon Repos (min viloplats). Den grekiska kungafamiljen bodde i slottet till 1967 när kung  Konstantin II gick i exil efter en misslyckad statskupp. 
Under det Italiensk-grekiska kriget ockuperades Korfu av italienska styrkor och Mon Repos blev residens för den italienska guvernören över de joniska öarna.
Slottet konfiskerades av den grekiska staten 1974 och övertogs formellt 1994, och de förfallna byggnaderna  renoverades.

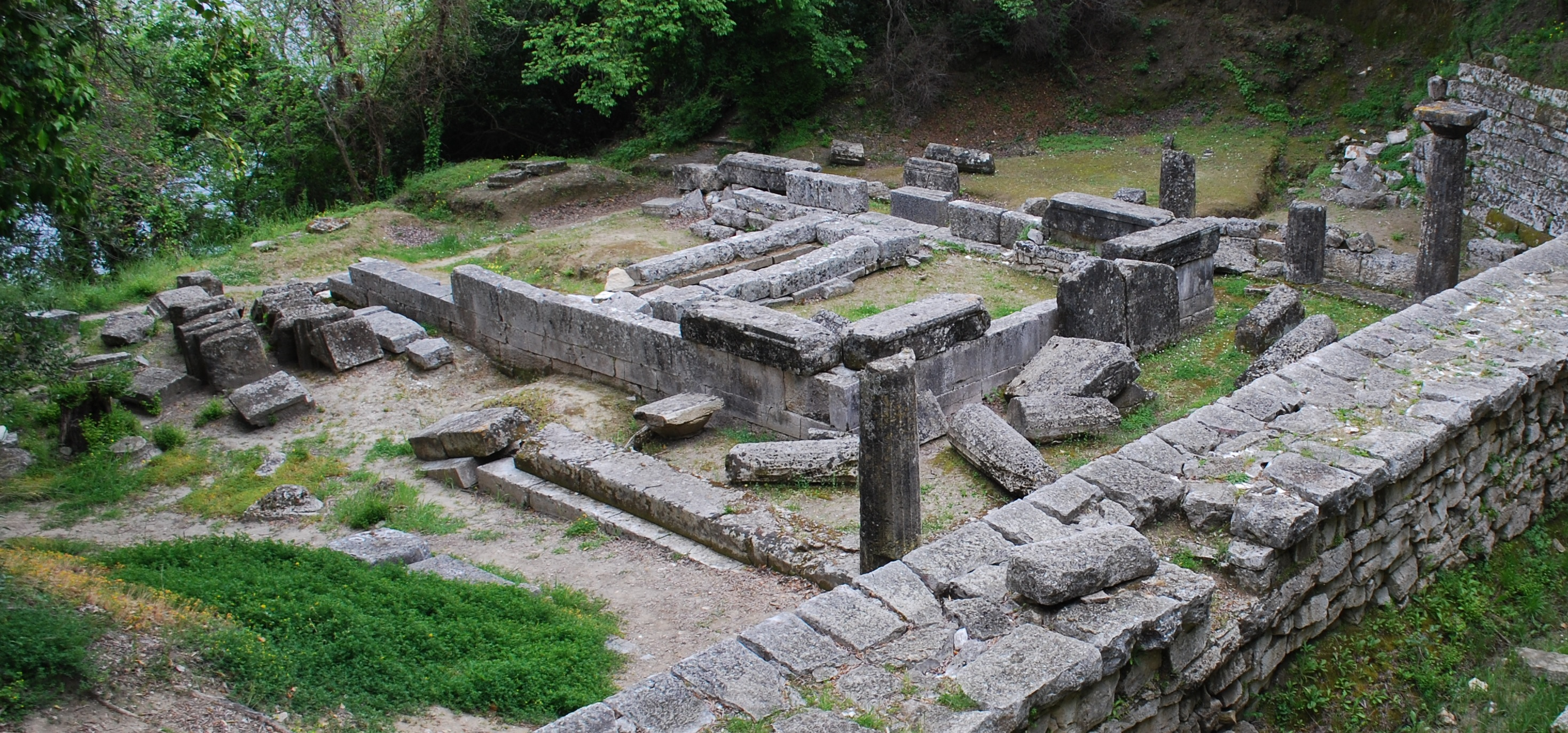
Kadakitemplet

I parken finns rester av ett tempel till ära för gudinnan Hera och Kadakitemplet som har fått sitt namn av en källa i närheten.

## Kungligheter födda på slottet
- Prins Georg av Grekland och Danmark, 1869–1914
- Prinsessan Sophie av Grekland, 1914–2001
- Prins Philip, hertig av Edinburgh, 1921–2021
- Prinsessan Alexia av Grekland, född 1965